# 亚当·贝尔加拉
亚当·贝尔加拉（西班牙語：Adán Jonathan Vergara Villagra，1981年5月9日—）是一名智利足球运动员，現正效力中國超級聯賽球隊大连实德，擔任后卫。

## 职业生涯
亚当於1988年在智利大學足球俱樂部开始其职业生涯。1993年，他轉會科布雷，1998年，他在科布雷首次參與職業賽事。他效力了科布雷6年，期間赢得了三次智利聯賽冠军，並参加了5屆南美自由盃。 
其後他加盟墨西哥球會亞特蘭蒂。2005年，他前往巴西加盟華斯高，與罗马里奥合作，直到該赛季结束。2006年，他回到智利效力艾斯潘诺拉联。 
在2008年2月，他與瑞士球會蘇黎世簽訂合約，开始他的欧洲球會生涯。在2009年，亚当的外借至同國球會盧森，以加强他们的防守。現在，他在中国超级联赛的俱乐部大连实德。

### 智利国家队
維加拉首次替国家队上陣是在1999年，及後在2001年国际足联世界青年锦标赛。他上陣過许多国际比赛，在U20和U23国家队直到2004年。

### 榮譽
- 智利甲级足球聯賽：
  - 冠军Apertura 2003
  - 冠军Clausura 2003
  - 冠军Clausura 2004

- 瑞士甲级足球聯賽：
  - 第三 瑞士超级联赛, 2008.

- 智利国家队：
  - 冠军奶杯足球赛 (Milk Cup Tournament), U20, 冰岛.
  - 冠军Interclubes赛事 (Interclubes Tournament), U20, 苏格兰.
  - 冠军Conmebol预奥运站竞争(Pre Olympic Tournament), U23, 哥伦比亚.

## 連結
- （葡萄牙文） CBF
- （中文） 中超 亞當數據（页面存档备份，存于）